# Омагьосаният император 2: Новите приключения на Кронк
„Омагьосаният император 2: Новите приключения на Кронк“ (на английски: Kronk's New Groove) е американски издаден директно на видео анимационен мюзикъл комедиен филм от 2005 г., анимиран от Тун Сити Анимейшън и пуснат от Уолт Дисни Хоум Ентъртейнмънт на 13 декември 2005 г. Филмът е продължение и спиноф на анимационния филм „Омагьосаният император“ от 2000 г., и озвучаващия състав се състои от Дейвид Спейд, Джон Гудмън, Ърта Кит, Патрик Уорбъртън и Уенди Малик, които повтарят ролите си от първия филм, с нови гласове от Джон Махони и Трейси Улман. Това е също последният филм да включва гласа на Джон Фийдлър, който почина шест месеца преди да бъде пуснат.

## Озвучаващи артисти
| Роля                | Изпълнител       |
| ------------------- | ---------------- |
| Кронк Пепикранкениц | Патрик Уорбъртън |
| Мис Бридуел         | Трейси Улман     |
| Изма                | Ърта Кит         |
| Куско               | Дейвид Спейд     |
| Чича                | Уенди Малик      |
| Папи                | Джон Махони      |
| Руди                | Джон Фийдлър     |
| Бъки                | Боб Бъргън       |
| Типо                | Ели Ръсел Линец  |
| Сервитьорката       | Пати Дойч        |
| Чака                | Джеси Флауър     |
| Хуайна              | Антъни Ганам     |

## В България
В България филмът е излъчен през 2018 г. по HBO с войсоувър дублаж, записан в Доли Медия Студио. Екипът се състои от:
| Преводач            | Надежда Иванова                                                        |
| Тонрежисьор         | Илиян Апостолов                                                        |
| Режисьор на дублажа | Йоанна Микова                                                          |
| Озвучаващи артисти  | Елена Бойчева Ася Рачева Константин Лунгов Димитър Ангелов Цанко Тасев |